# Hồng y được Piô IX bổ nhiệm

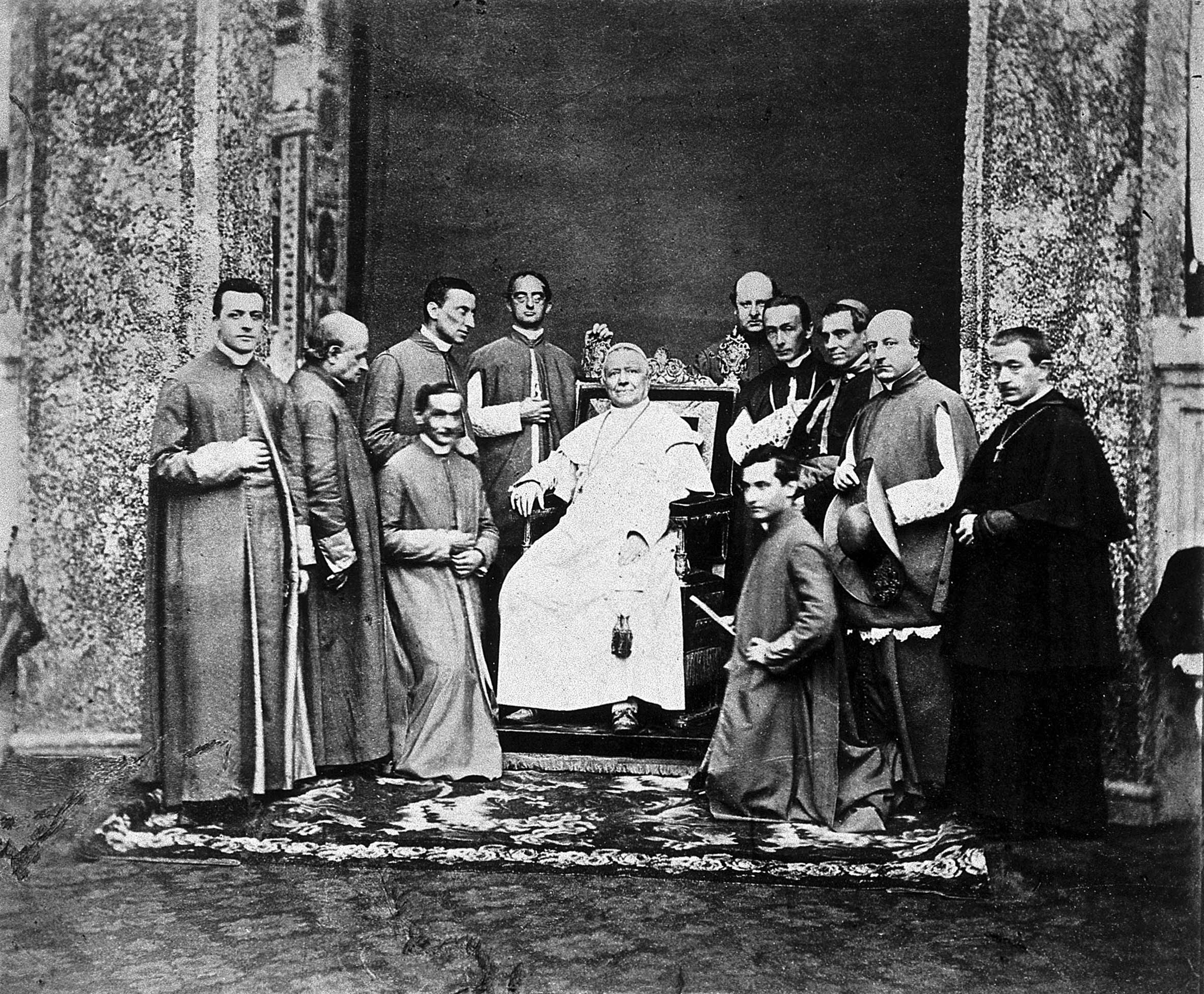
Giáo hoàng Pius IX cùng các chức sắc Công giáo trong Phủ Giáo hoàng.

Giáo hoàng Pius IX (1846–1878) đã phong 123 hồng y trong 23 công nghị.

## Công nghị 21 tháng 12 năm 1846
| Tên (Sinh – mất) | Chân dung | Chức vị tiếp giữ (Thời gian nhận chức)                               |
| --- | --------- | -------------------------------------------------------------------- |
| Gaetano Baluffi, Tổng giám mục xứ Imola (28 tháng 3 năm 1788 – 11 tháng 11 năm 1866)                                    |           | Hồng y Đẳng Linh mục Santi Marcellino e Pietro (14 tháng 6 năm 1847) |
| Pietro Marini, phó Hồng y Thị thần Toà thánh và thống đốc Roma (5 tháng 10 năm 1794 – 19 tháng 8 năm 1863)              |           | Hồng y Phó tế San Nicola in Carcere (12 tháng 4 năm 1847)            |
| Pietro Marini, Tổng giám mục hiệu toà xứ Nicaea, Sứ thần Tòa Thánh tại Pháp (23 tháng 1 năm 1787 – 15 tháng 6 năm 1854) |           | Hồng y Đẳng Linh mục Santa Maria sopra Minerva (10 tháng 4 năm 1851) |
| Giuseppe Bofondi, y niên trưởng toà thượng thẩm Rota (24 tháng 10 năm 1795 – 2 tháng 12 năm 1867)                       |           | Hồng y Phó tế San Cesareo in Palatio (14 tháng 6 năm 1847)           |

## Công nghị 11 tháng 6 năm 1847
| Tên (Sinh - mất)                                                                                              | Chân dung | Chức vị tiếp giữ (Thời gian nhận chức)                                                                              |
| --- | --------- | --- |
| Pierre Giraud, Tổng giám mục xứ Cambrai (11 tháng 8 năm 1791 – 17 tháng 4 năm 1850)                           |           | Hồng y Đẳng Linh mục Santa Maria della Pace (4 tháng 10 năm 1847)                                                   |
| Jacques-Marie-Antoine-Célestin du Pont, Tổng giám mục xứ Bourges (1/2 tháng 2 năm 1792 – 26 tháng 5 năm 1859) |           | Hồng y Đẳng Linh mục Santa Maria del Popolo (4 tháng 10 năm 1847)                                                   |
| Giacomo Antonelli, trưởng thủ quỹ Văn phòng Giáo hội (2 tháng 4 năm 1806 – 6 tháng 11 năm 1876)               |           | Hồng y Phó tế Sant'Agata dei Goti (14 tháng 6 năm 1847) Hồng y Phó tế Santa Maria in Via Lata (13 tháng 3 năm 1868) |

## Công nghị 11 tháng 1 năm 1848
| Tên (Sinh - mất)                                                                                             | Chân dung | Chức vị tiếp giữ (Thời gian nhận chức)                                 |
| --- | --------- | ---------------------------------------------------------------------- |
| Carlo Vizzardelli, thư ký Bộ về Các Vấn đề Giáo hội Ngoại thường (21 tháng 7 năm 1791 – 24 tháng 5 năm 1851) |           | Hồng y Đẳng Linh mục San Pancrazio fuori le mura (20 tháng 1 năm 1848) |

## Công nghị 30 tháng 9 năm 1850
| Tên (Sinh - mất) | Chân dung | Chức vị tiếp giữ (Thời gian nhận chức)                                                                                 |
| --- | --------- | --- |
| Paul-Thérèse-David d'Astros, Tổng giám mục xứ Toulouse (15 tháng 10 năm 1772 – 29 tháng 9 năm 1851)                        |           | |
| Juan José Bonel y Orbe, Tổng giám mục xứ Toledo (15 tháng 10 năm 1772 – 29 tháng 9 năm 1851)                               |           | Hồng y Đẳng Linh mục Santa Maria della Pace (30 tháng 11 năm 1854)                                                     |
| Giuseppe Cosenza, Tổng giám mục xứ Capua (20 tháng 2 năm 1788 – 30 tháng 3 năm 1863)                                       |           | Hồng y Đẳng Linh mục Santa Maria in Traspontina (3 tháng 10 năm 1850)                                                  |
| Jacques-Marie-Adrien-Césaire Mathieu, Tổng giám mục xứ Besançon (20 tháng 1 năm 1796 – 9 tháng 7 năm 1875)                 |           | Hồng y Đẳng Linh mục San Silvestro in Capite (18 tháng 3 năm 1852)                                                     |
| Judas José Romo y Gamboa, Tổng giám mục xứ Sevilla (7 tháng 1 năm 1779 – 11 tháng 1 năm 1855)                              |           | |
| Thomas-Marie-Joseph Gousset, Tổng giám mục xứ Reims (1 tháng 5 năm 1792 – 22 tháng 12 năm 1866)                            |           | Hồng y Đẳng Linh mục San Callisto (10 tháng 4 năm 1851)                                                                |
| Maximilian Joseph Gottfried Sommerau Beeckh, Tổng giám mục xứ Olomouc (21 tháng 12 năm 1769 – 31 tháng 3 năm 1853)         |           | |
| Johannes von Geissel, Tổng giám mục xứ Köln (5 tháng 2 năm 1796 – 8 tháng 9 năm 1864)                                      |           | Hồng y Đẳng Linh mục San Lorenzo in Panisperna (19 tháng 3 năm 1857)                                                   |
| Pedro Paulo de Figueiredo da Cunha e Melo, Tổng giám mục xứ Braga (18 tháng 6 năm 1770 – 31 tháng 12 năm 1855)             |           | |
| Nicholas Patrick Stephen Wiseman, Tổng giám mục xứ Westminster (2 tháng 8 năm 1802 – 15 tháng 2 năm 1865)                  |           | Hồng y Đẳng Linh mục Santa Pudenziana (3 tháng 10 năm 1850)                                                            |
| Giuseppe Pecci, Tổng giám mục xứ Gubbio (13 tháng 4 năm 1776 – 21 tháng 1/9 năm 1855)                                      |           | Hồng y Đẳng Linh mục Santa Balbina (3 tháng 10 năm 1850)                                                               |
| Melchior Ferdinand Joseph von Diepenbrock, Tổng giám mục xứ Wrocław (6 tháng 1 năm 1798 – 20 tháng 1 năm 1853)             |           | |
| Melchior Ferdinand Joseph von Diepenbrock, thẩm tra trưởng Văn phòng Giáo hội (23 tháng 12 năm 1788 – 7 tháng 11 năm 1867) |           | Hồng y Phó tế Santa Maria in Domnica (3 tháng 10 năm 1850) Hồng y Phó tế Santa Maria ad Martyres (16 tháng 3 năm 1863) |

## Công nghị 15 tháng 3 năm 1852
| Tên (Sinh - mất) | Chân dung | Chức vị tiếp giữ (Thời gian nhận chức)                                                                                    |
| --- | --------- | --- |
| Domenico Lucciardi, Tổng giám mục xứ Senigallia (9 tháng 12 năm 1796 – 13 tháng 3 năm 1864)                                              |           | Hồng y Đẳng Linh mục San Clemente (18 tháng 3 năm 1852)                                                                   |
| François-Auguste-Ferdinand Donnet, Tổng giám mục xứ Bordeaux (16 tháng 11 năm 1795 – 23 tháng 12 năm 1882)                               |           | Hồng y Đẳng Linh mục Santa Maria in Via (27 tháng 6 năm 1852)                                                             |
| Girolamo d'Andrea, Tổng giám mục hiệu toà xứ Malatya, thư ký Thánh Bộ Công Đồng (12 tháng 4 năm 1812 – 14 tháng 5 năm 1868)              |           | Hồng y Đẳng Linh mục Sant'Agnese fuori le mura (18 tháng 3 năm 1852) Hồng y Đẳng Giám mục xứ Sabina (28 tháng 9 năm 1860) |
| Carlo Luigi Morichini, Tổng giám mục hiệu toà Nusaybin, trưởng thủ quỹ Văn phòng Giáo hội (21 tháng 11 năm 1805 – 26 tháng 4 năm 1879)   |           | Hồng y Đẳng Linh mục Sant'Onofrio (18 tháng 3 năm 1852) Hồng y Đẳng Giám mục xứ Albano (12 tháng 3 năm 1877)              |
| Michele Viale-Prelà, Tổng giám mục hiệu toà xứ Carthage, Sứ thần Tòa Thánh tại Áo (29 tháng 9 năm 1798 – 15 tháng 5 năm 1860)            |           | Hồng y Đẳng Linh mục Santi Andrea e Gregorio al Monte Celio (18 tháng 9 năm 1856)                                         |
| Giovanni Brunelli, Tổng giám mục hiệu toà xứ Thessaloniki, Sứ thần Tòa Thánh tại Tây Ban Nha (23 tháng 6 năm 1795 – 21 tháng 2 năm 1861) |           | Hồng y Đẳng Linh mục Santa Cecilia (22 tháng 12 năm 1853)                                                                 |

## Công nghị 7 tháng 3 năm 1853
| Tên (Sinh - mất) | Chân dung | Chức vị tiếp giữ (Thời gian nhận chức)                                                                                           |
| --- | --------- | --- |
| Ján Krstiteľ Scitovský, Tổng giám mục xứ Esztergom (1 tháng 11 năm 1785 – 19 tháng 10 năm 1866)                                                                  |           | Hồng y Đẳng Linh mục Santa Croce in Gerusalemme (16 tháng 11 năm 1854)                                                           |
| François-Nicholas-Madeleine Morlot, Tổng giám mục xứ Tours (28 tháng 12 năm 1795 – 29 tháng 12 năm 1862)                                                         |           | Hồng y Đẳng Linh mục Santi Nereo e Achilleo (27 tháng 3 năm 1853)                                                                |
| Giusto Recanati, OFMCap., Tổng giám mục hiệu toà xứ Tripoli vùng Phoenicia, Giám quản Tông Tòa danh dự xứ Senigallia (9 tháng 8 năm 1789 – 17 tháng 11 năm 1861) |           | Hồng y Đẳng Linh mục Mười Hai Thánh Tông Đồ (10 tháng 3 năm 1853)                                                                |
| Domenico Savelli, Phó Thị thần Toà thánh (15 tháng 9 năm 1792 – 30 tháng 8 năm 1864)                                                                             |           | Hồng y Phó tế Santa Maria in Aquiro (10 tháng 3 năm 1853)                                                                        |
| Prospero Caterini, thư ký Bộ Giáo dục Công giáo (15 tháng 10 năm 1795 – 28 tháng 10 năm 1881)                                                                    |           | Hồng y Phó tế Santa Maria della Scala (10 tháng 3 năm 1853) Hồng y Phó tế Santa Maria in Via Lata (18 tháng 12 năm 1876)         |
| Vincenzo Santucci, thư ký Bộ Các Vấn đề Giáo hội Ngoại thường (18 tháng 2 năm 1796 – 19 tháng 8 năm 1861)                                                        |           | Hồng y Phó tế Santi Vito, Modesto e Crescenzia (10 tháng 3 năm 1853) Hồng y Phó tế Santa Maria ad Martyres (23 tháng 6 năm 1854) |

## Công nghị 19 tháng 12 năm 1853
| Tên (Sinh – mất) | Chân dung | Chức vị tiếp giữ (Thời gian nhận chức) |
| --- | --------- | --- |
| Vincenzo Gioacchino Pecci, Tổng giám mục xứ Perugia (2 tháng 3 năm 1810 – 20 tháng 7 năm 1903)                         |           | Hồng y Đẳng Linh mục San Crisogono (22 tháng 12 năm 1853) Giáo hoàng Leo XIII (20 tháng 2 năm 1878) |
| Flavio Chigi, Tổng giám mục hiệu toà xứ M, Sứ thần Tòa Thánh tại Bồ Đào Nha (10 tháng 1 năm 1806 – 6 tháng 3 năm 1884) |           | Hồng y Đẳng Linh mục San Giovanni a Porta Latina (15 tháng 4 năm 1859) Hồng y Đẳng Giám mục xứ Albano (20 tháng 9 năm 1867) Hồng y Đẳng Giám mục xứ Porto-Santa Rufina (20 tháng 9 năm 1867) Hồng y Đẳng Giám mục xứ Ostia và Velletri (15 tháng 7 năm 1878) |

## Công nghị 17 tháng 12 năm 1855
| Tên (Sinh – mất)                                                                                         | Chân dung | Chức vị tiếp giữ (Thời gian nhận chức) |
| --- | --------- | --- |
| Joseph Othmar von Rauscher, Tổng giám mục Viên (6 tháng 10 năm 1797 – 24 tháng 11 năm 1875)              |           | Hồng y Đẳng Linh mục Santa Maria della Vittoria (23 tháng 12 năm 1858)                                                                                                  |
| Karl August von Reisach, Tổng giám mục xứ Munich và Freising (6 tháng 7 năm 1800 – 22 tháng 12 năm 1869) |           | Hồng y Đẳng Linh mục Sant'Anastasia (20 tháng 12 năm 1855) Hồng y Đẳng Linh mục Santa Cecilia (27 tháng 9 năm 1861) Hồng y Đẳng Giám mục xứ Sabina (22háng 9 6ăm 181868 |
| Clément Villecourt, Giám mục xứ La Rochelle (9 tháng 10 năm 1787 – 17 tháng 1 năm 1867)                  |           | Hồng y Đẳng Linh mục San Pancrazio fuori le mura (20 tháng 12 năm 1855)                                                                                                 |
| Francesco Gaude, OP, cố vấn Thánh bộ Hội đồng (5 tháng 4 năm 1809 – 14 tháng 12 năm 1860)                |           | Hồng y Đẳng Linh mục Santa Maria in Ara Coeli (20 tháng 12 năm 1855) Hồng y Đẳng Linh mục Santa Maria sopra Minerva (21 háng 12 năm 1857)                               |

## Công nghị 16 tháng 6 năm 1856
| Tên (Sinh – mất) | Chân dung | Chức vị tiếp giữ (Thời gian nhận chức)                                                                                            |
| --- | --------- | --- |
| Mykhaylo Levytskyy, Giám mục đô thành Lviv của toàn Ukraina (16 tháng 8 năm 1774 – 14 tháng 1 năm 1858)              |           | |
| Juraj Haulik, Tổng giám mục xứ Zagreb (20 tháng 4 năm 1788 – 11 tháng 5 năm 1869)                                    |           | Hồng y Mục sư Saints Quirico e Giulitta (19 tháng 3 năm 1857)                                                                     |
| Alessandro Barnabò, thư ký Bộ Truyền bá Đức tin (2 tháng 3 năm 1801 – 24 tháng 2 năm 1874)                           |           | Hồng y Đẳng Linh mục Santa Susanna (19 tháng 6 năm 1856)                                                                          |
| Gaspare Grassellini, CO, Phó Quản lý Tông Tòa Danh dự của Toà thánh (19 tháng 1 năm 1796 – 16 tháng 9 năm 1875)      |           | Hồng y Phó tế Santi Vito, Modesto e Crescenzia (19 tháng 6 năm 1856) Hồng y Phó tế Santa Maria ad Martyres (20 tháng 12 năm 1867) |
| Francesco de' Medici of Ottajano, trưởng Văn phòng Quản gia Giáo Hoàng (28 tháng 11 năm 1808 – 11 tháng 10 năm 1857) |           | Hồng y Phó tế Santa Maria ad Martyres (20 tháng 12 năm 1867)                                                                      |

## Công nghị 15 tháng 3 năm 1858
| Tên (Sinh – mất) | Chân dung | Chức vị tiếp giữ (Thời gian nhận chức) |
| --- | --------- | --- |
| Cirilo de Alameda y Brea, OFM, Tổng giám mục xứ Toledo (9 tháng 7 năm 1781 – 30 tháng 6 năm 1872)                   |           | |
| Antonio Benedetto Antonucci, Tổng Giám mục-Giám mục xứ Ancona và Numana (17 tháng 9 năm 1798 – 28 tháng 1 năm 1879) |           | Hồng y Đẳng Linh mục Santi Silvestro e Martino ai Monti (18 tháng 3 năm 1858) |
| Manuel Joaquín Tarancón y Morón, Tổng giám mục xứ Sevilla (20 tháng 3 năm 1782 – 25 tháng 8 năm 1862)               |           | |
| Enrico Orfei, Giám mục xứ Cesena (23 tháng 10 năm 1800 – 22 tháng 12 năm 1871)                                      |           | Hồng y Đẳng Linh mục Santa Balbina (18 tháng 3 năm 1858) |
| Giuseppe Milesi Pironi Ferretti, Giáo tỉnh trưởng Ancona (9 tháng 3 năm 1817 – 2 tháng 8 năm 1873)                  |           | Hồng y Đẳng Linh mục Santi Cosma e Damiano (8 tháng 3 năm 1858) Hồng y Đẳng Giám mục xứ Sabina (21 tháng 3 năm 1870)                                                             |
| Pietro de Silvestri, niên trưởng Văn phòng Giáo hội (13 tháng 2 năm 1803 – 19 tháng 11 năm 1875)                    |           | Hồng y Mục sư Saints Quirico e Giulitta (19 tháng 3 năm 1857) Hồng y Phó tế Santi Cosma e Damiano (27 tháng 9 năm 1861)                                                          |
| Theodulf Mertel, O.F.M.Cap., Bộ trưởng Bộ Công lý Toà thánh (9 tháng 2 năm 1806 – 11 tháng 7 năm 1899)              |           | Hồng y Phó tế Sant'Eustachio (18 tháng 3 năm 1858) Hồng y Phó tế Santa Maria in Via Lata (18 tháng 11 năm 1881) Hồng y Đẳng Linh mục San Lorenzo in Damaso (24 tháng 3 năm 1884) |

## Công nghị 25 tháng 6 năm 1858
| Tên (Sinh – mất)                                                                                | Chân dung | Chức vị tiếp giữ (Thời gian nhận chức) |
| ----------------------------------------------------------------------------------------------- | --------- | -------------------------------------- |
| Manuel Bento Rodrigues da Silva, Thượng phụ Lisboa (25 tháng 12 năm 1800 – 26 tháng 9 năm 1869) |           |                                        |

## Công nghị 27 tháng 9 năm 1861
| Tên (Sinh – mất) | Chân dung | Chức vị tiếp giữ (Thời gian nhận chức) |
| --- | --------- | --- |
| Alexis Billiet, Tổng giám mục xứ Chambéry (28 tháng 2 năm 1783 – 30 tháng 4 năm 1873)                                                     |           | Hồng y Đẳng Linh mục Santi Bonifacio e Alessio (25 tháng 9 năm 1862) |
| Carlo Sacconi, Tổng giám mục hiệu toà xứ Nicaea, Sứ thần Tòa Thánh tại Pháp (9 tháng 5 năm 1808 – 25 tháng 2 năm 1889)                    |           | Hồng y Đẳng Linh mục Santa Maria del Popolo (30 tháng 9 năm 1861) Hồng y Đẳng Giám mục xứ Palestrina (8 tháng 10 năm 1870) Hồng y Đẳng Giám mục xứ Porto và Santa Rufina (15 tháng 7 năm 1878) Hồng y Đẳng Giám mục xứ Ostia và Velletri (24 tháng 3 năm 1884) |
| Miguel García Cuesta, Tổng giám mục xứ Santiago de Compostela (6 tháng 10 năm 1803 – 14 tháng 4 năm 1873)                                 |           | Hồng y Đẳng Linh mục Santa Prisca (21 tháng 5 năm 1862) |
| Gaetano Bedini, Giám mục xứ Viterbo và Tuscania (15 tháng 5 năm 1806 – 6 tháng 9 năm 1864)                                                |           | Hồng y Đẳng Linh mục Santa Maria sopra Minerva (19 tháng 3 năm 1857) |
| Fernando de la Puente y Primo de Rivera, Tổng giám mục xứ Burgos (28 tháng 8 năm 1808 – 12 tháng 3 năm 1867)                              |           | Hồng y Đẳng Linh mục Santa Maria della Pace (21 tháng 5 năm 1862) |
| Angelo Quaglia, thư ký Thánh bộ Công đồng (28 tháng 8 năm 1802 – 27 tháng 8 năm 1872)                                                     |           | Hồng y Mục sư Santi Andrea e Gregorio al Monte Celio (30 tháng 9 năm 1861) |
| Antonio Maria (Niccolò) Panebianco, OFMConv, cố vấn Thánh Bộ Phụng vụ và Văn phòng Toà thánh (13 tháng 8 năm 1808 – 21 tháng 11 năm 1885) |           | Hồng y Đẳng Linh mục San Girolamo dei Croati (30 tháng 9 năm 1861) Hồng y Đẳng Linh mục 12 Tông đồ của Chúa (23 tháng 11 năm 1861) |
| Angelo Ramazzotti, Thượng phụ Venezia (3 tháng 8 năm 1800 – 24 tháng 9 năm 1861)                                                          |           | |

## Công nghị 16 tháng 3 năm 1863
| Tên (Sinh – mất) | Chân dung | Chức vị tiếp giữ (Thời gian nhận chức) |
| --- | --------- | --- |
| Giuseppe Luigi Trevisanato, Thượng phụ Venezia (15 tháng 2 năm 1801 – 28 tháng 4 năm 1877)                                                  |           | Hồng y Đẳng Linh mục Santi Nereo e Achilleo (22 tháng 9 năm 1864) |
| Antonio Saverio De Luca, Tổng giám mục hiệu toà xứ Tarsus, Sứ thần Tòa Thánh tại Áo (28 tháng 10 năm 1805 – 28 tháng 12 năm 1883)           |           | Hồng y Mục sư Santi Quattro Coronati (1 tháng 10 năm 1863) Hồng y Đẳng Linh mục San Lorenzo in Damaso (15 tháng 7 năm 1878) Hồng y Đẳng Giám mục xứ Palestrina (15 tháng 7 năm 1878) |
| Giuseppe Andrea Bizzarri, Tổng giám mục hiệu toà xứ Philippoi, thư ký Bộ Giáo sĩ và các Dòng tu (11 tháng 5 năm 1802 – 26 tháng 8 năm 1877) |           | Hồng y Đẳng Linh mục San Girolamo degli Schiavoni (19 tháng 3 năm 1863) Hồng y Đẳng Linh mục Santa Balbina (5 tháng 7 năm 1875)                                                      |
| Luis de la Lastra y Cuesta, Tổng giám mục xứ Sevilla (1 tháng 12 năm 1803 – 5 tháng 5 năm 1876)                                             |           | Hồng y Đẳng Linh mục San Pietro in Vincoli (17 tháng 7 năm 1867) |
| Jean-Baptiste-François Pitra, OFMConv, cố vấn Thánh Bộ Phụng vụ và Truyền bá Đức tin (1 tháng 8 năm 1812 – 9 tháng 2 năm 1889)              |           | Hồng y Đẳng Giám mục xứ Frascati (12 tháng 5 năm 1879) Hồng y Đẳng Giám mục xứ Porto và Santa Rufina (24 tháng 3 năm 1884)                                                           |
| Filippo Maria Guidi, OP (18 tháng 7 năm 1815 – 27 tháng 2 năm 1879)                                                                         |           | Hồng y Đẳng Linh mục San Sisto (19 tháng 3 năm 1863) Hồng y Đẳng Giám mục xứ Frascati (29 tháng 7 năm 1872)                                                                          |
| Francesco Pentini (11 tháng 12 năm 1797 – 17 tháng 12 năm 1869)                                                                             |           | Hồng y Phó tế Santa Maria in Portico Campitelli (19 tháng 3 năm 1863) |

## Công nghị 11 tháng 12 năm 1863
| Tên (Sinh – mất) | Chân dung | Chức vị tiếp giữ (Thời gian nhận chức)                  |
| --- | --------- | ------------------------------------------------------- |
| Henri-Marie-Gaston Boisnormand de Bonnechose, Tổng giám mục xứ Rouen (30 tháng 5 năm 1800 – 28/29 tháng 10 năm 1883) |           | Hồng y Đẳng Linh mục San Clemente (22 tháng 9 năm 1864) |

## Công nghị 22 tháng 6 năm 1866
| Tên (Sinh – mất) | Chân dung | Chức vị tiếp giữ (Thời gian nhận chức) |
| --- | --------- | --- |
| Paul Cullen, Tổng giám mục xứ Dublin (30 tháng 5 năm 1800 – 28/29 tháng 10 năm 1883)                                                                                |           | Hồng y Đẳng Linh mục San Pietro in Montorio (25 tháng 6 năm 1866) |
| Gustav Adolf von Hohenlohe-Schillingsfürst, Tổng giám mục hiệu toà xứ Edessa của Osroene, giáo sĩ Sở Từ thiện Tông Tòa (26 tháng 2 năm 1823 – 30 tháng 10 năm 1896) |           | Hồng y Đẳng Linh mục Santa Maria in Traspontina (25 tháng 6 năm 1866) Hồng y Đẳng Giám mục xứ Albano (12 tháng 5 năm 1879) Hồng y Đẳng Linh mục San Callisto (10 tháng 11 năm 1884) Hồng y Đẳng Linh mục San Lorenzo in Lucina (2 tháng 12 năm 1895) |
| Luigi Maria Bilio, B, cố vấn Thánh Bộ Tòa Án Dị Giáo Roma và Toàn Cầu (25 tháng 3 năm 1826 – 30 tháng 1 năm 1884)                                                   |           | Hồng y Đẳng Linh mục San Lorenzo in Panisperna (25 tháng 6 năm 1866) Hồng y Đẳng Giám mục xứ Sabina (22 tháng 12 năm 1873) |
| Domenico Consolini, phó chủ tịch Hội đồng Nhà nước Tòa Thánh (7 tháng 6 năm 1806 – 20 tháng 12 năm 1884)                                                            |           | Hồng y Phó tế Santa Maria in Domnica (25 tháng 6 năm 1866) |

## Công nghị 13 tháng 3 năm 1868
| Tên (Sinh – mất) | Chân dung | Chức vị tiếp giữ (Thời gian nhận chức) |
| --- | --------- | --- |
| Lucien-Louis-Joseph-Napoléon Bonaparte, thân vương xứ Canino và Musignano (15 tháng 11 năm 1828 – 19 tháng 11 năm 1895)           |           | Hồng y Đẳng Linh mục Santa Pudenziana (16 tháng 3 năm 1868) Hồng y Đẳng Linh mục San Lorenzo in Lucina (19 tháng 9 năm 1868)                                                               |
| Innocenzo Ferrieri, Tổng giám mục hiệu toà xứ Side, Sứ thần Tòa Thánh tại Bồ Đào Nha (14 tháng 9 năm 1810 – 13 tháng 1 năm 1887)  |           | Hồng y Đẳng Linh mục Santa Cecilia (24 tháng 9 năm 1868) |
| Matteo Eustachio Gonella, Tổng Giám mục-Giám mục xứ Viterbo và Tuscania (20 tháng 9 năm 1811 – 15 tháng 4 năm 1870)               |           | Hồng y Đẳng Linh mục Santa Maria sopra Minerva (16 tháng 3 năm 1868) |
| Lorenzo Barili, Tổng giám mục hiệu toà xứ Tiana, Sứ thần Tòa Thánh tại Tây Ban Nha (23 tháng 6 năm 1795 – 21 tháng 2 năm 1861)    |           | Hồng y Đẳng Linh mục Sant'Agnese fuori le mura (24 tháng 9 năm 1868) |
| Giuseppe Berardi, Tổng giám mục hiệu toà xứ Nicaea, dưới quyền Quốc vụ khanh Toà thánh (28 tháng 9 năm 1810 – 6 tháng 4 năm 1878) |           | Hồng y Đẳng Linh mục Santi Marcellino e Pietro (16 tháng 3 năm 1868) |
| Juan de la Cruz Ignacio Moreno y Maisanove, Tổng giám mục xứ Valladolid (24 tháng 11 năm 1817 – 28 tháng 8 năm 1884)              |           | Hồng y Đẳng Linh mục Santa Maria della Pace (22 tháng 11 năm 1869) |
| Raffaele Monaco La Valletta, cố vấn Văn phòng Toà thánh (23 tháng 2 năm 1827 – 14 tháng 7 năm 1896)                               |           | Hồng y Đẳng Linh mục Santa Croce in Gerusalemme (16 tháng 3 năm 1868) Hồng y Đẳng Giám mục xứ Albano (24 tháng 3 năm 1884) Hồng y Đẳng Giám mục xứ Ostia và Velletri (24 tháng 5 năm 1889) |
| Edoardo Borromeo, Thị thần Phủ Giáo hoàng (3 tháng 8 năm 1822 – 30 tháng 11 năm 1881)                                             |           | Hồng y Phó tế Santi Vito, Modesto e Crescenzia (16 tháng 3 năm 1868) Hồng y Đẳng Linh mục Santa Prassede (28 tháng 3 năm 187)                                                              |
| Annibale Capalti, Bộ trưởng Bộ Công lý Toà thánh (21 tháng 1 năm 1811 – 18 tháng 10 năm 1877)                                     |           | Hồng y Phó tế Santa Maria in Aquiro (16 tháng 3 năm 1868) |

## Công nghị 22 tháng 12 năm 1873
| Tên (Sinh – mất) | Chân dung | Chức vị tiếp giữ (Thời gian nhận chức) |
| --- | --------- | --- |
| Inácio do Nascimento Morais Cardoso, Thượng phụ Lisboa (20 tháng 12 năm 1811 – 23 tháng 2 năm 1883)                                             |           | Hồng y Đẳng Linh mục Santi Nereo e Achilleo (25 tháng 6 năm 1877) |
| René-François Régnier, Tổng giám mục xứ Cambrai (17 tháng 7 năm 1794 – 3 tháng 1 năm 1881)                                                      |           | Hồng y Đẳng Linh mục Santissima Trinità al Monte Pincio (4 tháng 5 năm 1874) |
| Maximilian Joseph von Tarnóczy, Tổng giám mục xứ Salzburg (24 tháng 10 năm 1806 – 4 tháng 4 năm 1876)                                           |           | Hồng y Đẳng Linh mục Santa Maria in Ara Coeli (4 tháng 5 năm 1874) |
| Flavio Chigi, Tổng giám mục hiệu toà xứ Myra, Sứ thần Tòa Thánh tại Pháp (31 tháng 5 năm 1810 – 15 tháng 2 năm 1885)                            |           | Hồng y Đẳng Linh mục Santa Maria del Popolo (15 tháng 6 năm 1874) |
| Alessandro Franchi, Tổng giám mục hiệu toà xứ Thessaloniki, Sứ thần Tòa Thánh tại Tây Ban Nha (25 tháng 6 năm 1819 – 31 tháng 7 năm 1878)       |           | Hồng y Đẳng Linh mục Santa Maria in Trastevere (16 tháng 1 năm 1874) |
| Joseph Hippolyte Guibert, OMI, Tổng giám mục xứ Paris (13 tháng 12 năm 1802 – 8 tháng 7 năm 1886)                                               |           | Hồng y Đẳng Linh mục San Giovanni a Porta Latina (15 tháng 6 năm 1874) |
| Mariano Falcinelli Antoniacci, Tổng giám mục hiệu toà xứ Athens, Sứ thần Tòa Thánh tại Áo (16 tháng 11 năm 1806 – 29 tháng 5 năm 1874)          |           | Hồng y Đẳng Linh mục San Marcello (4 tháng 5 năm 1874) |
| Mariano Benito Barrio y Fernández, Tổng giám mục xứ Valencia (22 tháng 11 năm 1805 – 20 tháng 11 năm 1876)                                      |           | Hồng y Đẳng Linh mục Santi Giovanni e Paolo (16 tháng 1 năm 1874) |
| Luigi Oreglia di Santo Stefano, Tổng giám mục hiệu toà xứ Damietta, Sứ thần Tòa Thánh tại Bồ Đào Nha (9 tháng 7 năm 1828 – 7 tháng 12 năm 1913) |           | Hồng y Đẳng Linh mục Sant'Anastasia (16 tháng 1 năm 1873) Hồng y Đẳng Giám mục xứ Palestrina (24 tháng 3 năm 1884) Hồng y Đẳng Giám mục xứ Porto và Santa Rufina (24 tháng 9 năm 1889) Hồng y Đẳng Giám mục xứ Ostia và Velletri (30 tháng 11 năm 1896) |
| János Simor, Tổng giám mục xứ Esztergom (23 tháng 8 năm 1813 – 23 tháng 1 năm 1891)                                                             |           | Hồng y Đẳng Linh mục San Bartolomeo all'Isola (15 tháng 6 năm 1874) |
| Camillo Tarquini, SI (27 tháng 9 năm 1810 – 15 tháng 2 năm 1874)                                                                                |           | Hồng y Phó tế San Nicola in Carcere (16 tháng 1 năm 1874) |
| Tommaso Maria Martinelli, OESA (4 tháng 2 năm 1827 – 30 tháng 3 năm 1888)                                                                       |           | Hồng y Phó tế San Giorgio in Velabro (16 tháng 1 năm 1873) Hồng y Đẳng Linh mục Santa Prisca (17 tháng 9 năm 1875) Hồng y Đẳng Giám mục xứ Sabina (24 tháng 3 năm 1884)                                                                                 |

## Công nghị 15 tháng 3 năm 1875
| Tên (Sinh – mất) | Chân dung | Chức vị tiếp giữ (Thời gian nhận chức)                                                                                               |
| --- | --------- | --- |
| Pietro Gianelli, Tổng giám mục hiệu toà xứ Sardis, thư ký Thánh bộ Công đồng (11 tháng 8 năm 1807 – 5 tháng 11 năm 1881)                                    |           | Hồng y Mục sư Sant'Agnese fuori le mura (31 tháng 3 năm 1875)                                                                        |
| Mieczysław Halka Ledóchowski, Tổng giám mục xứ Gniezno-Poznań (29 tháng 10 năm 1822 – 22 tháng 7 năm 1902)                                                  |           | Hồng y Đẳng Linh mục Santa Maria in Ara Coeli (7 tháng 4 năm 1876) Hồng y Đẳng Linh mục San Lorenzo in Lucina (30 tháng 11 năm 1896) |
| John McCloskey, Tổng giám mục xứ New York (10 tháng 3 năm 1810 – 10 tháng 10 năm 1885)                                                                      |           | Hồng y Đẳng Linh mục Santa Maria sopra Minerva (17 tháng 9 năm 1875)                                                                 |
| Henry Edward Manning, Tổng giám mục xứ Westminster (15 tháng 7 năm 1808 – 14 tháng 1 năm 1892)                                                              |           | Hồng y Mục sư Santi Andrea e Gregorio al Monte Celio (15 tháng 3 năm 1875)                                                           |
| Victor-Auguste-Isidore Dechamps, CRL, Tổng giám mục xứ Mechelen (6 tháng 12 năm 1810 – 17 tháng 6/29 tháng 9 năm 1883)                                      |           | Hồng y Đẳng Linh mục San Bernardo alle Terme Diocleziane (31 tháng 5 năm 1875)                                                       |
| Domenico Bartolini, Đệ nhất Lục sự Tòa thánh (16 tháng 5 năm 1813 – 2 tháng 10 năm 1887)                                                                    |           | Hồng y Phó tế San Nicola in Carcere (31 tháng 3 năm 1875) Hồng y Mục sư San Marco (3 tháng 4 năm 1876)                               |
| Ruggero Luigi Emidio Antici Mattei, Thượng phụ hiệu toà Toà thượng phụ Latin thành Constantinople (23 tháng 3 năm 1811 – 21 tháng 4 năm 1883)               |           | Hồng y Đẳng Linh mục San Lorenzo in Panisperna (28 tháng 1 năm 1876)                                                                 |
| Salvatore Nobili Vitelleschi, Tổng giám mục hiệu toà xứ Seleucia của Isauria, thư ký Bộ Giáo sĩ và các Dòng tu (21 tháng 7 năm 1818 – 17 tháng 10 năm 1875) |           | Hồng y Đẳng Linh mục San Marcello (23 tháng 9 năm 1875)                                                                              |
| Giovanni Simeoni, Tổng giám mục hiệu toà xứ Chalcedon, Sứ thần Tòa Thánh tại Tây Ban Nha (12 tháng 7 năm 1816 – 14 tháng 1 năm 1892)                        |           | Hồng y Đẳng Linh mục San Pietro in Vincoli (18 tháng 12 năm 1876)                                                                    |
| Lorenzo Ilarione Randi, phó Hồng y Thị thần Toà thánh, thống đốc Roma (12 tháng 7 năm 1818 – 20 tháng 12 năm 1887)                                          |           | Hồng y Phó tế Santa Maria in Cosmedin (23 tháng 9 năm 1875) Hồng y Phó tế Santa Maria in Via Lata (24 tháng 3 năm 1884)              |
| Bartolomeo Pacca Trẻ, Thị thần Phủ Giáo hoàng (25 tháng 2 năm 1817 – 14 tháng 10 năm 1880)                                                                  |           | Hồng y Phó tế Santa Maria in Portico Campitelli (23 tháng 9 năm 1875)                                                                |
| Frédéric-François-Xavier Ghislain de Mérode, Tổng giám mục hiệu toà xứ Malatya (26 tháng 3 năm 1820 – 12 tháng 7 năm 1874)                                  |           | |

## Công nghị 17 tháng 9 năm 1875
| Tên (Sinh – mất)                                                                                | Chân dung | Chức vị tiếp giữ (Thời gian nhận chức)              |
| ----------------------------------------------------------------------------------------------- | --------- | --------------------------------------------------- |
| Godefroy Brossay-Saint-Marc, Tổng giám mục xứ Rennes (5 tháng 2 năm 1803 – 26 tháng 2 năm 1878) |           | Hồng y Đẳng Linh mục San Marco (3 tháng 4 năm 1876) |

## Công nghị 3 tháng 4 năm 1876
| Tên (Sinh – mất)                                                                       | Chân dung | Chức vị tiếp giữ (Thời gian nhận chức)                       |
| -------------------------------------------------------------------------------------- | --------- | ------------------------------------------------------------ |
| Gaetano Bedini, Giám mục xứ Teano và Calvi (3 tháng 7 năm 1811 – 20 tháng 10 năm 1884) |           | Hồng y Mục sư Santa Susanna (7 tháng 4 năm 1876)             |
| Johannes Baptiste Franzelin, SI (15 tháng 4 năm 1816 – 11 tháng 12 năm 1886)           |           | Hồng y Mục sư Santi Bonifacio e Alessio (7 tháng 4 năm 1876) |

## Công nghị 12 tháng 3 năm 1877
| Tên (Sinh – mất) | Chân dung | Chức vị tiếp giữ (Thời gian nhận chức) |
| --- | --------- | --- |
| Francisco de Paula Benavides y Navarrete, Thượng phụ Tây Ấn (11 tháng 5 năm 1810 – 31 tháng 3 năm 1895)                             |           | Hồng y Đẳng Linh mục San Tommaso in Parione (25 tháng 6 năm 1877) Hồng y Đẳng Linh mục San Pietro in Montorio (28 tháng 2 năm 18798)      |
| Francesco Saverio Apuzzo, Tổng giám mục xứ Capua (6 tháng 4 năm 1807 – 30 tháng 7 năm 1880)                                         |           | Hồng y Đẳng Linh mục Sant'Onofrio (20 tháng 3 năm 1877)                                                                                   |
| Francesco Gaude, OP, Tổng giám mục xứ Zaragoza (14 tháng 3 năm 1802 – 28 tháng 4 năm 1881)                                          |           | Hồng y Đẳng Linh mục Santo Stefano al Monte Celio (21 tháng 9 năm 1877)                                                                   |
| Edward Henry Howard, Tổng giám mục hiệu toà xứ Neocaesarea vùng Pontus (13 tháng 2 năm 1829 – 16 tháng 9 năm 1892)                  |           | Hồng y Đẳng Linh mục Santi Giovanni e Paolo (20 tháng 3 năm 1877) Hồng y Đẳng Giám mục xứ Frascati (24 tháng 3 năm 1884)                  |
| Miguel Payá y Rico, Tổng giám mục xứ Santiago de Compostela (20 tháng 12 năm 1811 – 25 tháng 12 năm 1891)                           |           | Hồng y Đẳng Linh mục Santi Quirico e Giulitta (25 tháng 6 năm 1877)                                                                       |
| Louis-Marie-Joseph-Eusèbe Caverot, Tổng giám mục xứ Lyon (26 tháng 5 năm 1806 – 23 tháng 1 năm 1887)                                |           | Hồng y Đẳng Linh mục San Silvestro in Capite (25 tháng 6 năm 1877) Hồng y Mục sư Santissima Trinità al Monte Pincio (24 tháng 3 năm 1884) |
| Luigi di Canossa, Giám mục xứ Verona (20 tháng 4 năm 1809 – 12 tháng 3 năm 1900)                                                    |           | Hồng y Đẳng Linh mục San Marcello (20 tháng 3 năm 1877)                                                                                   |
| Luigi Serafini, Giám mục xứ Viterbo và Tuscania (6 tháng 2 năm 1808 – 1 tháng 2 năm 1894)                                           |           | Hồng y Đẳng Linh mục San Girolamo degli Schiavoni (20 tháng 3 năm 1877) Hồng y Đẳng Giám mục xứ Sabina (1 tháng 6 năm 1888)               |
| Lorenzo Nina, Đệ nhất Lục sự Tòa thánh, trưởng khoa nghiên cứu tại Đại Chủng viện La Mã (12 tháng 5 năm 1812 – 25 tháng 7 năm 1885) |           | Hồng y Phó tế Sant'Angelo in Pescheria (24 tháng 3 năm 1884) Hồng y Đẳng Linh mục Santa Maria in Trastevere (28 tháng 2 năm 1879)         |
| Enea Sbarretti, thư ký Bộ Giáo sĩ và các Dòng tu (27 tháng 1 năm 1808 – 1 tháng 5 năm 1884)                                         |           | Hồng y Phó tế Santa Maria ad Martyres (20 tháng 3 năm 1877)                                                                               |
| Enea Sbarretti, phụ tá Tông Tòa Chưởng Ấn (15 tháng 8 năm 1815 – 22 tháng 6 năm 1884)                                               |           | Hồng y Phó tế Sant'Agata alla Suburra (20 tháng 3 năm 1877) Hồng y Phó tế Sant'Angelo in Pescheria (12 tháng 5 năm 1879)                  |

## Công nghị 22 tháng 6 năm 1877
| Tên (Sinh – mất)                                                                                | Chân dung | Chức vị tiếp giữ (Thời gian nhận chức)                                                                                     |
| ----------------------------------------------------------------------------------------------- | --------- | --- |
| Josip Mihalović, Tổng giám mục xứ Zagreb (16 tháng 1 năm 1814 – 19 tháng 2 năm 1891)            |           | Hồng y Đẳng Linh mục San Pancrazio fuori le mura (25 tháng 6 năm 1877)                                                     |
| Johann Baptist Rudolf Kutschker, Tổng giám mục Viên (11 tháng 4 năm 1810 – 27 tháng 1 năm 1881) |           | Hồng y Đẳng Linh mục Sant'Eusebio (25 tháng 6 năm 1877)                                                                    |
| Lucido Maria Parocchi, Tổng giám mục xứ Bologna (13 tháng 8 năm 1833 – 15 tháng 1 năm 1903)     |           | Hồng y Đẳng Linh mục San Sisto (25 tháng 6 năm 1877) Hồng y Đẳng Linh mục Santa Croce in Gerusalemme (24 tháng 3 năm 1884) |

## Công nghị 28 tháng 12 năm 1877
| Tên (Sinh – mất)                                                                                  | Chân dung | Chức vị tiếp giữ (Thời gian nhận chức)                     |
| ------------------------------------------------------------------------------------------------- | --------- | ---------------------------------------------------------- |
| Vincenzo Moretti, Tổng giám mục xứ Ravenna (14 tháng 11 năm 1815 – 6 tháng 10 năm 1881)           |           | Hồng y Đẳng Linh mục Santa Sabina (24 tháng 3 năm 1884)    |
| Antonio Pellegrini, trưởng thủ quỹ Văn phòng Giáo hội (11 tháng 8 năm 1812 – 2 tháng 11 năm 1887) |           | Hồng y Phó tế Santa Maria in Aquiro (31 tháng 12 năm 1877) |